# Suta nigriceps
Suta nigriceps — вид отруйних змій родини аспідових (Elapidae). Ендемік Австралії.

## Поширення і екологія
Suta nigriceps поширені на півдні Австралії, на території Західної Австралії, Південної Австралії, Вікторії та Нового Південного Уельсу. Вони живуть в різноманітних природних середовищах, зокрема на прибережних дюнах, пустищах та у напівпустельних чагарниках маллі і джарра. Ведуть нічний спосіб життя. Живляться дрібними сцинками і геконами, яйцеживородні.